# Sofia de Brandemburgo
Sofia de Brandemburgo (em alemão:  Sophie; Castelo de Zechlin, 6 de junho de 1568 – Castelo de Colditz, 7 de dezembro de 1622)foi eleitora da Saxônia como esposa de Cristiano I, Eleitor da Saxônia. Ela foi regente da Saxônia de 1591 a 1601 em nome do filho, Cristiano II.

## Família
Sofia foi a oitava filha, décima primeira e última criança nascida de João Jorge, Eleitor de Brandemburgo e de sua segunda esposa, Sabina de Brandemburgo-Ansbach.
Os seus avós paternos foram Joaquim II Heitor, Eleitor de Brandemburgo e Madalena da Saxónia. Os seus avós maternos foram Jorge, Marquês de Brandemburgo-Ansbach e Edviges de Münsterberg-Oels.
Quase todos os seus irmãos mais velhos morreram quando criança, só duas irmãs sobreviveram à idade adulta: Edmunda, esposa de João Frederico, Duque da Pomerânia e Ana Maria, esposa de Barnim X, Duque da Pomerânia, irmão de João Frederico.

## Biografia

Pintura de Sofia e Cristiano de autoria desconhecida, parte da coleção do Museu Nacional de Belas-Artes da Suécia, atualmente localizada no Castelo de Gripsholm, na Suécia.

Em Dresden, no dia 25 de abril de 1582, aos 13 anos, a princesa Sofia se casou com o futuro eleitor Cristiano I da Saxônia, de 21 anos, filho de Augusto I, Eleitor da Saxónia e da princesa Ana da Dinamarca. Juntos, tiveram sete filhos.
Após a morte de Cristiano em 1591, Sofia passou a governar como regente ao lado de Frederico Guilherme I, Duque de Saxe-Weimar.
A eleitora era uma luterana ortodoxa, e lutou contra o Crypto-calvinismo. Após a morte do marido, ela ordenou a prisão de Nikolaus Crell, um oponente da religião luterana ortodoxa, na Fortaleza de Königstein, e, em 1601, ele foi executado na praça de Neumarkt, em Dresden. Em alusão à piedosa viúva Judite, os luteranos ortodoxos, a partir daí, passaram a celebra-lá como a "Judite da Saxônia".
Como viúva, residiu no Castelo de Colditz. Ela cunhava suas próprias moedas de ouro, os ducados de Sofia, (Sophiendukaten), e Sofia também preparou novamente a antiga igreja franciscana em Dresden para o serviço divino, que passou a se chamar Igreja de Santa Sofia (Sophienkirche), em sua homenagem. O Jardim da Duquesa em Dresden também leva o seu nome.
Uma caixa de joias representativa que é considerada um dos exemplos mais importantes da ourivesaria alemã de do final da Renascença, e está em exibição no Museu Grünes Gewölbe em Dresden, foi um presente de Natal do marido que Sofia ganhou em 1588.
Sofia faleceu em 7 de dezembro de 1622, aos 54 anos, e foi sepultada na Catedral de Freiberga, na Saxônia, no dia 28 de janeiro de 1623.

## Descendência
- Cristiano II, Eleitor da Saxônia (23 de setembro de 1583 – 23 de junho de 1611), sucessor do pai. Foi casado com a princesa Edviges da Dinamarca, mas não teve filhos;
- João Jorge I, Eleitor da Saxônia (5 de março de 1585 – 8 de outubro de 1656), sucessor do irmão, e líder da Saxônia durante a Guerra dos Trinta Anos. Sua primeira esposa foi Sibila Isabel de Württemberg, que morreu durante o parto. Depois foi casado com Madalena Sibila da Prússia, com quem teve dez filhos;
- Ana Sabina (25 de janeiro de 1586 – 24 de março de 1586);
- Sofia (29 de abril de 1587 – 9 de dezembro de 1635), foi esposa de Francisco, Duque da Pomerânia, mas não teve filhos;
- Isabel (21 de julho de 1588 – 4 de março de 1589);
- Augusto (7 de setembro de 1589 – 26 de dezembro de 1615), administrador da diocese de Naumburg-Zeitz. Foi o primeiro marido de Isabel de Brunsvique-Volfembutel. Não teve filhos;
- Doroteia da Saxônia (7 janeiro de 1591 – 17 novembro de 1617), foi princesa-abadessa da Abadia de Quedlimburgo. Nunca se casou.

## Galeria

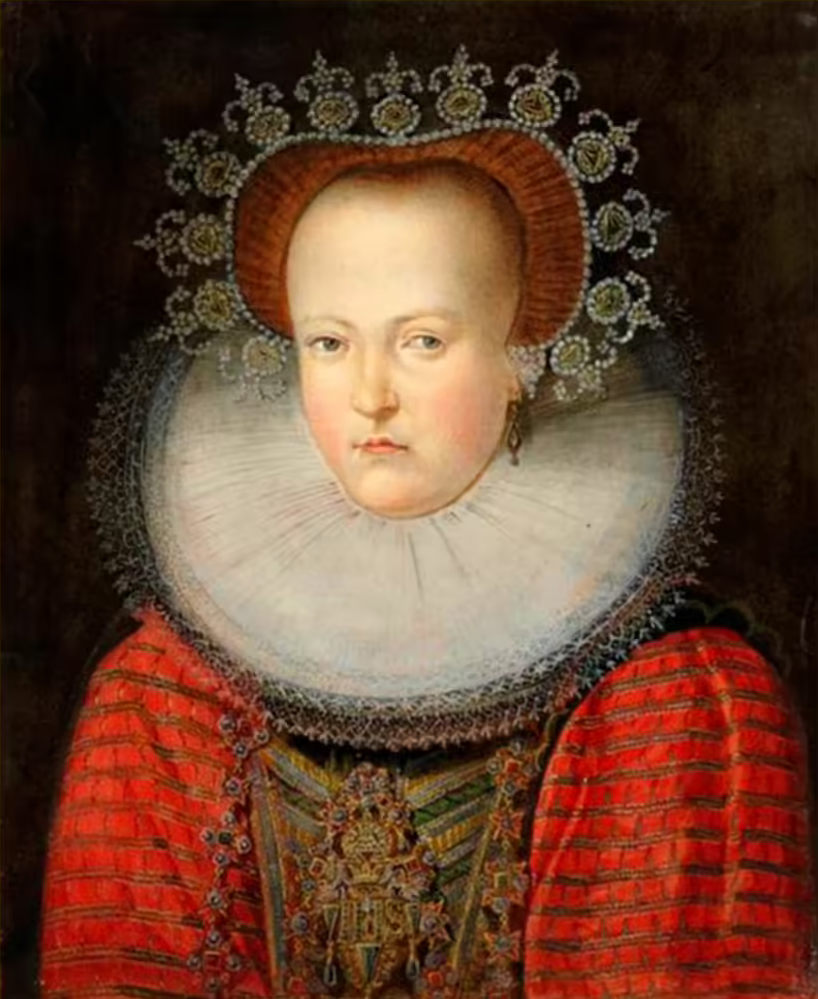
Retrato por Gustav Adolf Müller, inspirado no original por Andreas Riehl.
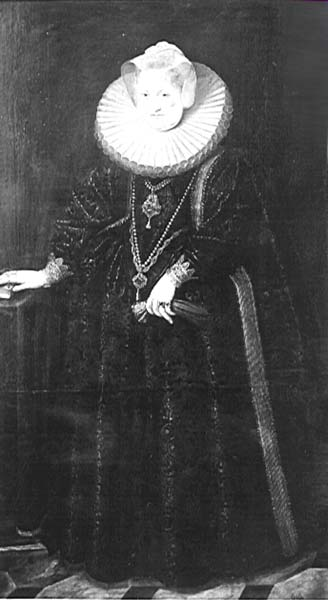
Sofia por volta de 1600.
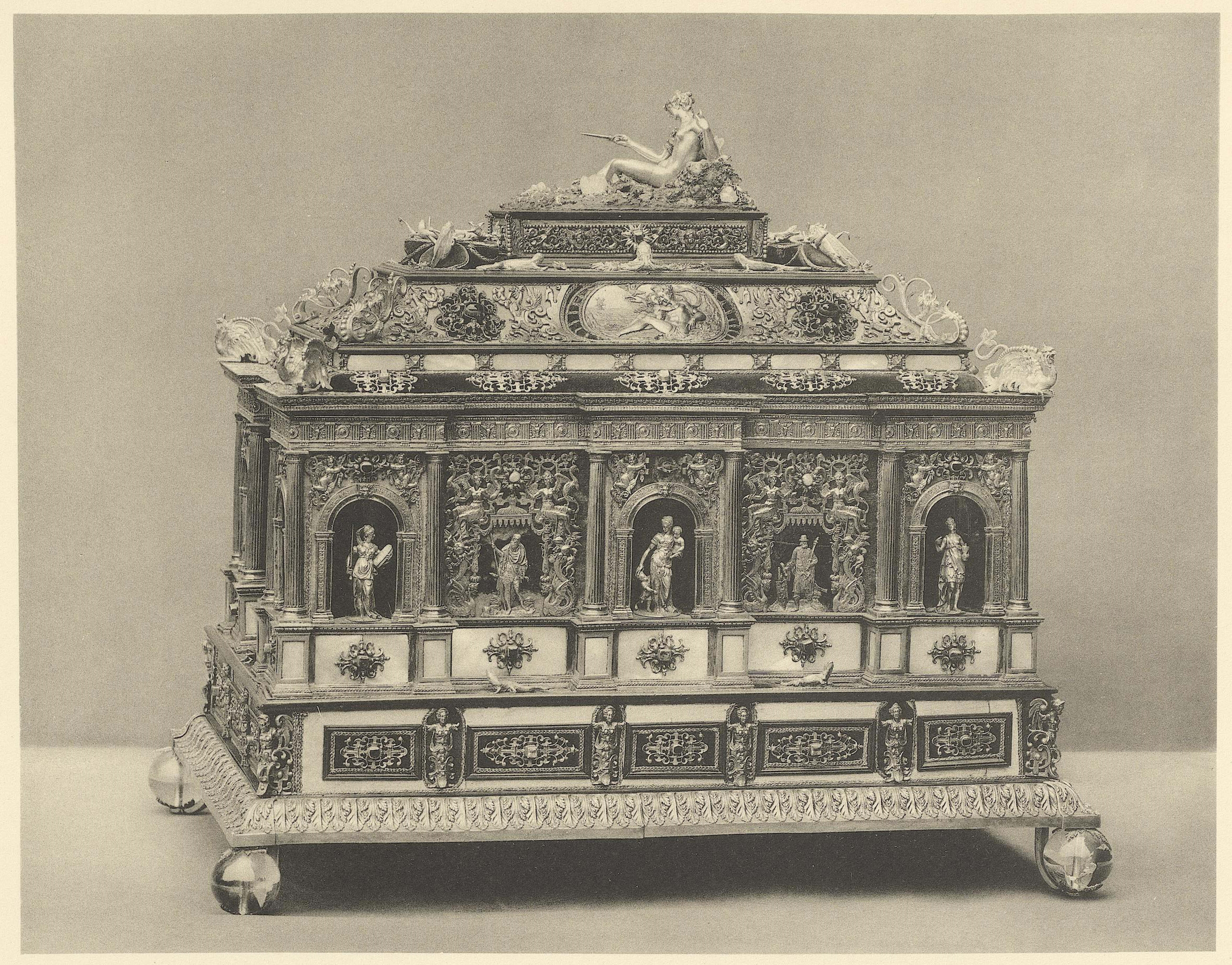
Caixa de joias da eleitora em exibição em Dresden.
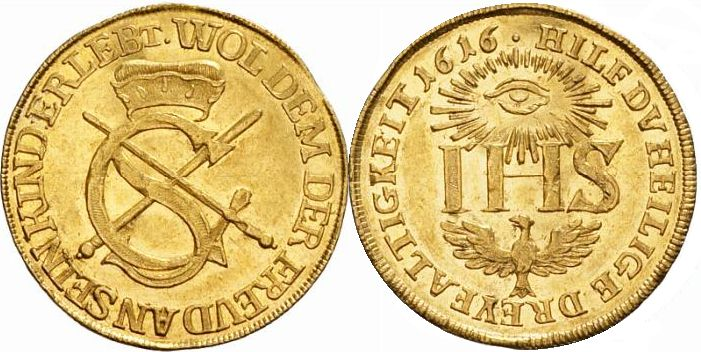
Moeda de ouro da eleitora.
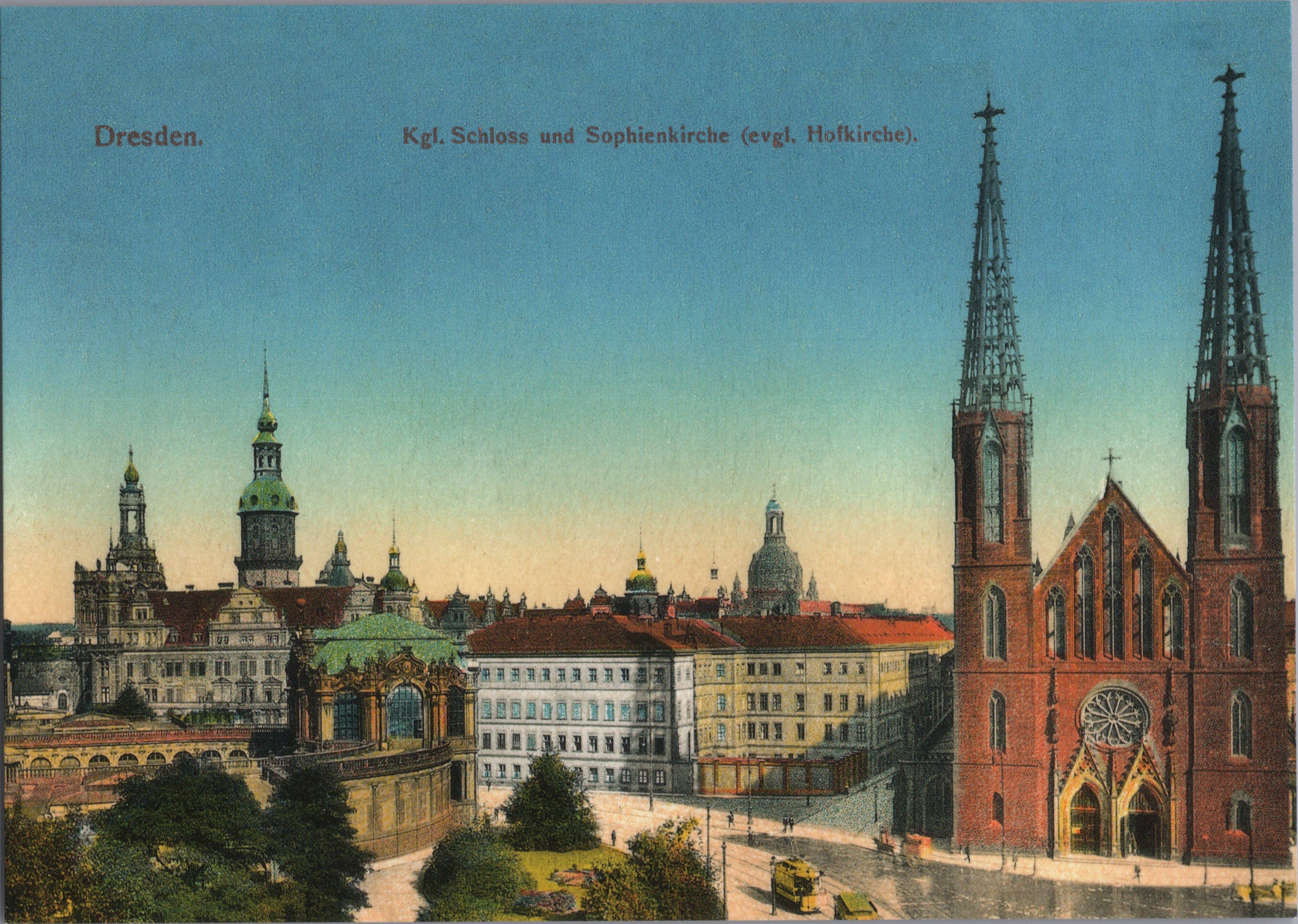
Igreja que leva o nome de Sofia.
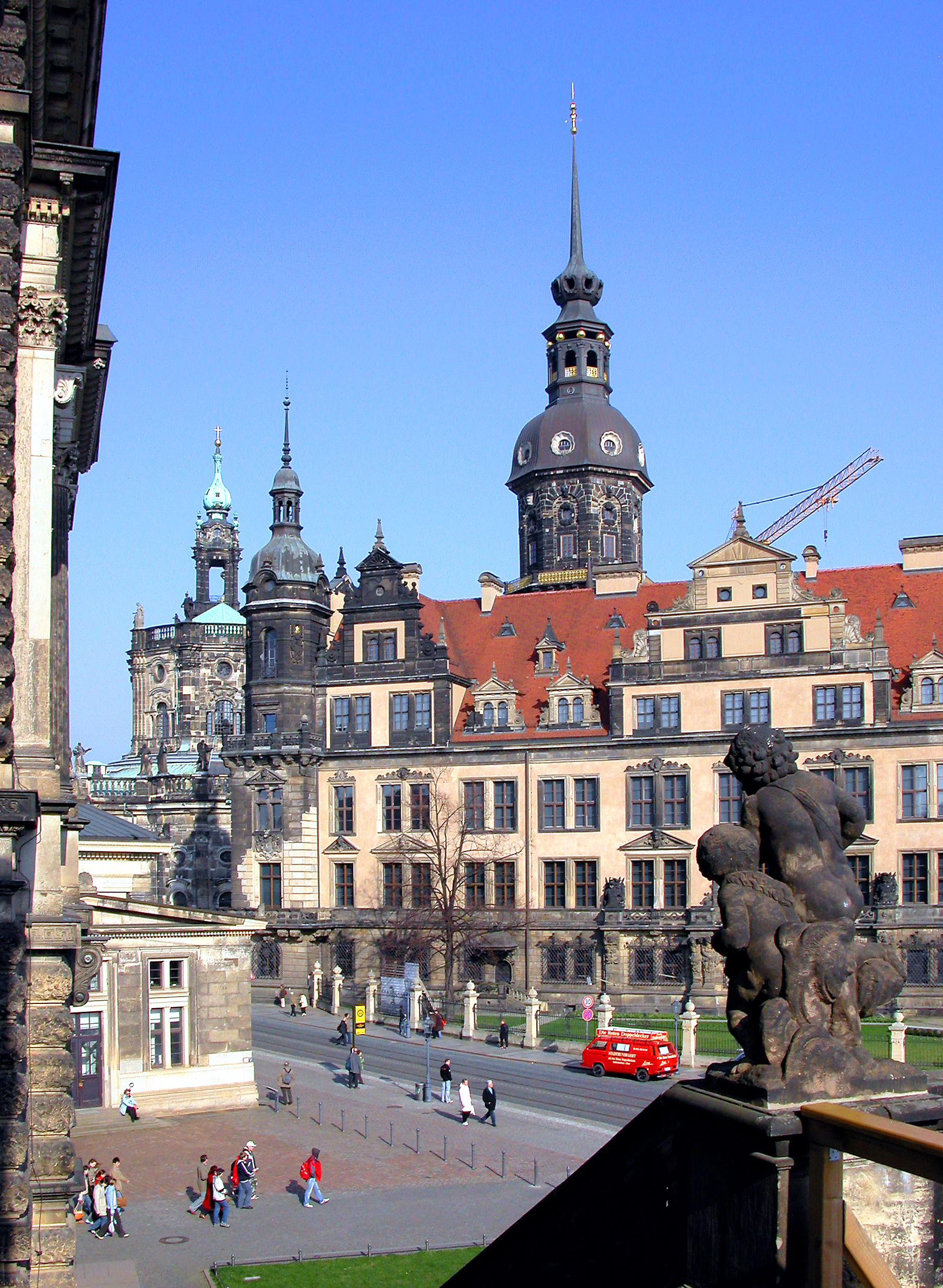
Rua em Dresden que também leva o seu nome.